# Friedrich Bauereisen
Friedrich Bauereisen (* 9. Dezember 1895 in Ehingen (Mittelfranken); † 14. Januar 1965 ebenda) war ein deutscher Politiker der CSU.

## Leben und Beruf
Nach dem Besuch der Volksschule arbeitete Bauereisen auf dem elterlichen Hof. Im Ersten Weltkrieg war er Soldat. Er engagierte sich im Bayerischen Bauernverband und als Bezirksobmann im Raiffeisenverband und war Mitglied der Landessynode der Evangelisch-Lutherischen Kirche in Bayern.

## Partei
Bauereisen trat 1946 der CSU bei, nachdem er sich vor 1945 nicht politisch betätigt hatte.

## Abgeordneter
Von 1948 an war Bauereisen Mitglied des Kreistages im Landkreis Dinkelsbühl.
Bauereisen gehörte dem Deutschen Bundestag seit dessen erster Wahl 1949 bis 1961 an. Er gehörte zu den CSU-Abgeordneten, die in der dritten Wahlperiode die Wiedereinführung der Todesstrafe für Mord durch eine Änderung von Artikel 102 Grundgesetz erreichen wollten. Bauereisen vertrat den Wahlkreis Ansbach im Parlament.

## Öffentliche Ämter
Bauereisen wurde von der amerikanischen Besatzungsmacht 1945 als Bürgermeister von Ehingen (Mittelfranken) eingesetzt und bei der ersten Kommunalwahl 1946 im Amt bestätigt. Er behielt das Amt bis zu seinem Tode. Nachfolger wurde sein Sohn, der ebenfalls Friedrich hieß, dieser war Landtagsabgeordneter von 1974 bis 1994 des Stimmkreises Ansbach-Süd für die CSU sowie stellvertretender Landrat des Landkreises Ansbach.